# Степичев, Василий Васильевич
Василий Васильевич Степичев (1 января 1901 — 1 февраля 1982) — советский военный лётчик и военачальник, генерал-полковник авиации (08.08.1955),  участник Гражданской войны, Советско-польской войны, Великой Отечественной войны, командир 2-го штурмового авиационного корпуса (3-го гвардейского штурмового Смоленско-Будапештского Краснознаменного авиационного корпуса) во время Великой Отечественной войны, После Великой Отечественной войны командующий 4-й, 57-й, 1-й воздушными армиями, ВВС Дальневосточного военного округа.

## Биография
Степичев Василий Васильевич родился 1 января 1901 года в Екатеринославе (ныне Днепр). Русский. В Красной гвардии с 1918 года. В Красной Армии с апреля 1918 года по 1938 год и с октября 1940 года. Был два раза женат. От первого брака двое сыновей Джон и Володя. От второго с Т. С. Тананай трое сыновей Василий, Константин и Сергей.

### Образование
- Окружные военно-политические курсы Приволжского военного округа (1922)
- Повторное отделение военных комиссаров Приволжского военного округа (1923)
- Военно-политический институт имени Н. Г. Толмачева (1927)
- КУВНАС при Военно-воздушной академии имени профессора Н. Е. Жуковского (1932)
- 1-я Военная школа лётчиков имени А. Ф. Мясникова (пгт Кача) (1933)
- Высшие академические курсы при Высшей военной академии имени К. Е. Ворошилова (1953)

С 03 января 1918 года состоял в 1-м красногвардейском Брянском отряде. В апреле 1918 года вступил в ряды РККА и направлен служить в стрелковый полк. Служил красноармейцем, командиром команды конных разведчиков, комиссаром конной и пешей разведки стрелкового полка. В составе полка воевал на Южном фронте против войск генерала А. И. Деникина. В одном из боев под Воронежем попал в плен к казакам генерала А. Г. Шкуро. Однако через несколько дней был освобожден наступающими частями 1-й Конной армии. Член ВКП(б) с 1919 года. С марта 1920 года назначен на должность политрука разведки. Весной 1920 года дивизия охраняла побережье Чёрного моря в районах Новороссийска и Ейска, а затем переброшена на Западный фронт, где участвовала в советско-польской войне 1920 года.
В апреле 1921 года назначен уполномоченным по борьбе с бандитизмом при штабе лагерного сбора Западного фронта. Принимал участие в подавлении восстания в Тамбовской губернии под руководством А. С. Антонова. По окончании Гражданской войны Степичев в ноябре 1921 года направлен на военно-политические курсы ПриВО, которые окончил в апреле 1922 года. Был направлен служить в кавалерийский полк, где исполнял обязанности помощника военкома и военкома полка. В июле — августе 1923 года проходил повторное обучение на курсах военкомов ПриВО, после окончания которых был назначен на должность военкома в кавалерийский полк. В ноябре 1923 года поступил в Военно-политический институт имени Н. Г. Толмачева. По окончании обучения в июле 1927 года был назначен преподавателем и главным руководителем Тверской кавалерийской школы имени Коминтерна. В декабре 1928 года назначен военкомом артиллерийского полка, а с ноября 1930 года — военкомом 43-й авиационной эскадрильи 2-й авиационной бригады.
В июне 1932 года направлен на КУВНАС при Военно-воздушной академии, а в ноябре 1932 года — в 1-я Военную школу лётчиков имени А. Ф. Мясникова . Окончил лётную школу в июне 1933 года и получил назначение на должность командира авиационной эскадрильи в город Витебск. В июне 1934 года переведён на такую же должность в Забайкальский военный округ в 9-ю авиационную эскадрилью 202-й авиационной бригады. В феврале 1936 года назначен командиром 2-й авиационной бригады 8-й Одесской школы пилотов. С июня 1937 года — командир авиационной бригады 3-й военной школы лётчиков и лётнабов имени К. Е. Ворошилова.
1 июня 1938 года был арестован органами НКВД и исключен из партии комиссией ПУРа с формулировкой: «.. За связь с братом, высланном в 1935 году в Якутию». Провел в заключении 1 год и 10 месяцев. Освобожден из-под стражи 1 апреля 1940 года в связи с прекращением дела. Под судом не был. В октябре был восстановлен в кадрах РККА. Получил назначение на должность инспектора 36-й авиационной дивизии в Киеве. В апреле 1941 года назначен на должность командира 316-го разведывательного авиационного полка в Проскурове (ныне Хмельницкий).

### Во время войны
К началу войны полк имел на вооружении имел 3 самолета СБ, 39 самолетов Як-2, Як-4, ещё не освоенных экипажами. 316-й разведывательный авиационный полк во главе со Степичевым принимал участие в боевых действиях с первых дней войны на Юго-Западном фронте. Боеспособность полк утратил уже через полтора месяца после начала войны. Но информация, полученная его экипажами, оказалась в высшей степени полезной и послужила основой для организации первого в годы войны массированного удара по аэродромам базирования вражеской авиации Городище, Узин, Фурсы.

«… В наиболее опасные и ответственные районы летаем сам. Имеет боевых вылетов — 17. … самолет тов. Степичева получил больше 50 пробоин… В течение 10-ти дней переучил весь летный состав с самолета Р-10 на самолет Як-4. Впервые в ВВС начал вывозить с заднего сиденья на самолете…».
— Из наградного листа на командира полка Степичева В.В. от 10.08.1942 года
В конце декабря 1941 г. 316-й разведывательный авиационный полк расформирован, на его базе сформированы две отдельных разведывательных эскадрильи: 90 ораэ и 91 ораэ, а его командир В. В. Степичев назначен с января 1942 года командиром 63-й авиационной дивизии и исполняющим обязанности заместителя командующего ВВС 21-й армии Юго-Западного фронта. В мае 1942 в соответствии с приказом НКО № 0090 от 18.05.1942 г. в городе Валуйки В. В. Степичев начал формировать 228-ю штурмовую авиационную дивизию, которую и возглавил в должности командира дивизии. 8-й воздушной армии Юго-Западного фронта и 16-й воздушной армии Донского и Центрального фронтов.
С 29 мая 1942 года, недоукомплектованная самолетами Ил-2 и личным составом, дивизия приступила к выполнению боевых задач на Юго-Западном фронте. 9 июня 1942 года 228-я штурмовая авиационная дивизия вошла в состав 8-й воздушной армии Юго-Западного фронта. В период с 5 по 14 июля 1942 года дивизия выводилась для переформирования на тыловой армейский аэродром Бобров. 15 июля 1942 года дивизия передана в распоряжение отдельной авиагруппы генерала С. И. Руденко, располагавшейся севернее большой излучины Дона.
В ходе Сталинградской битвы 228-я штурмовая авиационная дивизия наносила удары по подходившим колоннам противника, уничтожала его авиацию на земле и в воздухе, вела разведку выдвигающихся танковых группировок. В тяжелые дни оборонительной операции под Сталинградом дивизия несла огромные потери. Многие экипажи не возвращались с заданий. В середине августа 1942 г. два полка дивизии: 431-й штурмовой авиационный полк и 808-й штурмовой авиационный полк остались без самолетов. В ходе контрнаступления под Сталинградом, несмотря на сложные метеорологические условия, 228-я штурмовая авиационная дивизия, взаимодействуя с войсками 24-й, 65-й и 66-й армий, способствовала в прорыве обороны противника в районе Клетская, обеспечивала оперативное окружение войск противника под Сталинградом. После окружения войск противника летчики днем и ночью наносили бомбардировочно-штурмовые удары по немецким войскам и по аэродромам, посадочным площадкам в кольце окружения, уничтожая транспортную и боевую авиацию.
В. В. Степичев приказом Народного Комиссара Обороны № 00217 от 10 октября 1942 года назначен на должность командира 2-го штурмового авиационного корпуса и приступил к его формированию. С 12 ноября 1942 года 2-й штурмовой авиационный корпус приступил к ведению боевых действий в составе 3-й Воздушной армии на Калининском фронте. 2-й штурмовой авиационный корпус под руководством В. В. Степичева принимал участие в боевых действиях на Калининском, Волховском, Юго-Западном, Западном, 2-м Украинском фронтах, участвовал в операциях:
- Великолукская операция
- Ржевско-Вяземская операция
- Смоленская операция «Суворов»
- Смоленско-Рославльская Операция
- Ясско-Кишеневская операция
- Дебреценская операция
- Будапештская операция
- Венская операция

и освобождал города Кишинёв, Вена и Будапешт.
За успешное проведение Ясско-Кишинёвской операции, за образцовое выполнение заданий командования в боях с немецко-фашистскими захватчиками, за овладение городами Орадя и Дебрецен 2-й штурмовой авиационный корпус 27.10.1944 года преобразован в 3-й гвардейский штурмовой авиационный корпус, а В. В. Степичев за умелое руководство боевой работой частей корпуса награждён орденом Кутузова 1-й степени. За период с 1 июня по 31 декабря 1944 года частями корпуса было произведено 12 027 боевых самолето-вылетов.

### После войны
После войны В. В. Степичев проходил службу на различных командных должностях:
- с 05.03.1946 года по 11.1948 — командующий 4-й Воздушной армией
- С ноября 1948 года — заместитель главнокомандующего ВВС по боевой подготовке
- В период с сентября 1950 по январь 1953 года — командующий 57-й воздушной армией.
- В 1952 году избирался делегатом XIX съезда ВКП(б) (с 5 по 14 октября 1952 года) от Львовской области.[3]
- С сентября 1953 года — командующий ВВС Дальневосточного военного округа — заместитель командующего войсками округа по ПВО
- С мая 1957 по апрель 1958 года — командующий 1-й воздушной армией.
- С июня 1958 года — старший военный советник командующего ВВС и ПВО Чехословацкой армии.
- С февраля 1962 года — в отставке.

Умер 1 февраля 1982 года в Киеве. Похоронен на Байковом кладбище.

## Воинские звания
- генерал-майор авиации — 17 марта 1943 года
- генерал-лейтенант авиации — 11 мая 1944 года
- гвардии генерал-лейтенант авиации — 27 октября 1944 года
- генерал-полковник авиации — 8 августа 1955 года

## Общественно-политическая деятельность
- делегат XIX-го съезда ВКП(б)[3]
- депутат Верховного Совета Украинской ССР IV созыва (1955—1959 гг) от Тернопольской области[4]

## Награды
- орден Ленина (21.02.1945)[5]
- орден Красного Знамени (06.11.1941 г.)[6]
- орден Красного Знамени (03.11.1944)[5]
- орден Красного Знамени[5]
- орден Кутузова 1 степени (13.06.1944)[7]
- орден Богдана Хмельницкого 1 степени (28.04.1945)[8]
- орден Суворова 2 степени
- медаль XX лет РККА
- медаль за «Оборону Сталинграда»
- медали